# トヨタのトランスミッション型式一覧
トヨタのトランスミッション型式一覧は、トヨタ自動車が販売する自動車に搭載されるトランスミッションを、系列別に並べたものである。

## オートマチックトランスミッション

### A型
詳しくはトヨタ・A型トランスミッションを参照。
A型トランスミッションは、アイシンAW（現:アイシン）製の2～6速のFF, FR, AWD向けのオートマチックトランスミッションである。
- Axx FR 2-, 3-, 4速
- A1xx FF 3速
- A2xx FF 4速
- A3xx FR/4WD トラック
- A4xx FR/4WD トラック
- A5xx FF
- A7xx FR/AWD/4WD トラック
- A8xx
- A9xx FR
- AAxx FR
- ABxx FR/4WD トラック

### U型
詳しくはトヨタ・U型トランスミッションを参照。
U型トランスミッションは、FF向けのオートマッチクトランスミッションである。
- U1xx
- U2xx
- U3xx
- U66x

## マニュアルトランスミッション

### C型
詳しくはトヨタ・C型トランスミッションを参照。
C型トランスミッションは、ミッドシップやFF向けのマニュアルトランスミッションである。
- C40 4速
- C140 4速
- C50 5速
- C51 5速
- C52 5速
- C53 5速
- C54 5速
- C56 5速
- C57 5速
- C58 5速
- C59 5速
- C150 5速
- C151 5速
- C153 5速 (LSD)
- C154 5速 (LSD)
- C155 5速 (LSD)
- C250 5速
- C251 5速
- C550 5速
- C551 5速
- C60 6速
- C63 6速
- C64 6速
- C65M 6速
- C66/C66M 6速
- C160 6速

### E型
詳しくはトヨタ・E型トランスミッションを参照。
E型トランスミッションは、FF車や、ミッドシップエンジン、AWD向けの5速マニュアルトランスミッションである。
- E50F
- E51
- E52
- E53
- E58
- E150F
- E151F
- E152F
- E153

### EA型
詳しくはトヨタ・EA型トランスミッションを参照。
EA型トランスミッションは、FF車向けの6速マニュアルトランスミッションである。
- EA60

### EB型
詳しくはトヨタ・EB型トランスミッションを参照。
EB型トランスミッションは、FF車、4WD向けの6速マニュアルトランスミッションである。
採用車種は、アベンシス・RAV4・カムリなど。
- EB60
- EB62

### EC型
詳しくはトヨタ・EC型トランスミッションを参照。
EC型トランスミッションは、FF車、4WD向けの6速マニュアルトランスミッションである。
採用車種はオーリス・Yris(Vits輸出向け)など。
- EC60A

### EE型
詳しくはトヨタ・EE型トランスミッションを参照。
EE型トランスミッションは、FF車向けの５～6速マニュアルトランスミッションである。
採用車種はiQなど。
- EE50 5速
- EE60 6速

### G型
詳しくはトヨタ・G型トランスミッションを参照。
G型トランスミッションは、アイシンAI（現:アイシン）製の4～5速のマニュアルトランスミッションである。
- G40 4速
- G52 5速
- G53 5速
- G54 5速
- G57 5速 2WD
- G58 5速 4WD

### H型
詳しくはトヨタ・H型トランスミッションを参照。
H型トランスミッションは、ランドクルーザー及び小型トラック向けの4～6速のマニュアルトランスミッションである。
- H41 4速
- H42 4速
- H55F 5速
- H150F 5速

- H151F 5速

- H152F 5速
- H260　6速

### J型
詳しくはトヨタ・J型トランスミッションを参照。
J型トランスミッションは、アイシン社製AZ6をベースとした、後輪駆動向け6速マニュアルトランスミッションである。
トヨタブランドでは、アルテッツア・86、レクサスブランドではISで採用されている。また、86の兄弟車であるスバルBR-Zをはじめ、
他社にも供給されており、マツダ ロードスターやRX-8、日産シルビアなどに採用されている。
- J160 6速

### K型
K型トランスミッションは、小型車向けの4～5速のトランスミッションである。
- K40 4速
- K50 5速

### P型
詳しくはトヨタ・P型トランスミッションを参照。
P型トランスミッションは、後輪駆動向けの5速マニュアルトランスミッションである。
- P51 5速

### R型
詳しくはトヨタ・R型トランスミッションを参照。
R型トランスミッションは、アイシンAI（現:アイシン）製の後輪駆動車向けの5速マニュアルトランスミッションである。
- R150 2WD truck
- R150F 4WD truck
- R151F 4WD truck
- R154 FR車
- R155 2WD truck
- R155F 4WD truck

### S型
詳しくはトヨタ・S型トランスミッションを参照。
S型トランスミッションは、フロントエンジンもしくはミッドシップエンジン車向けの5速マニュアルトランスミッションである。
- S51
- S53
- S54

### T型
詳しくはトヨタ・T型トランスミッションを参照。
T型トランスミッションは、4～5速のマニュアルトランスミッションである。
- T40 4速
- T50 5速

### W型
詳しくはトヨタ・W型トランスミッションを参照。
W型トランスミッションは、アイシンAI（現:アイシン）製の4～5速のマニュアルトランスミッションである。
- W40 4速
- W45 4速
- W50 5速 スチール製
- W51 5速 アルミニウム製
- W52 5速 スチール製
- W55 5速 アルミニウム製
- W56 5速 トラック
- W57 5速
- W58 5速
- W59 5速 トラック

### V型
詳しくはトヨタ・V型トランスミッションを参照。
V型トランスミッションは、ゲトラグ製の6速マニュアルトランスミッションである。
- V160
- V161